# 卡瓦利亚
卡瓦利亚（義大利語：Cavaglià），是意大利比耶拉省的一个市镇。总面积25平方公里，人口3659人，人口密度146.4人/平方公里（2009年）。ISTAT代码为096016。

## 友好城市
- 法國蒙巴赞 2013年